# Magia de sangre
Magia de Sangre (en ruso Магия крови) es un videojuego de rol de acción de computadora desarrollado por SkyFallen Entertainment y publicado por Deep Silver en abril de 2007. Magia de Sangre fue publicado por Atari en América del Norte el 16 de octubre de 2007. Magia de Sangre fue lanzado en una versión mejorada de la de SkyFallen, publicado por 1C Company el 16 de diciembre de 2005.
Una secuela titulada Magia de Sangre 2 fue lanzada por Kalypso Media en el verano de 2009.

## Historia
Magia de Sangre se ubica en un mundo de fantasía. En el absoluto, que es la configuración de otra vida, un ser llamado Modo pone en peligro a sus compañeros en su búsqueda por el poder. Los habitantes del Absoluto llaman a un tribunal y son condenados para renacer en la tierra, vivir una vida mortal (en que conservan sus recuerdos, pero ninguno de sus poderes) y mueren después de 100 años.
El juego comienza 40 años después de que Modo fuera condenado. Él ha ganado el conocimiento de la magia mortal y trata de conseguir ayudas del personaje del jugador en su plan para destruir la tierra, escapar de su prisión y vivir para siempre en el Absoluto.

## Jugabilidad
Magia de Sangre cuenta con una perspectiva en 3D con un motor de juego en tercera persona. El mundo del juego consiste en mapas de la zona interconectados por los portales. El jugador puede elegir entre cuatro personajes para la partida, el torpe Scholar, la mujer del panadero, el raro gitano y el Fraile Gordo. A medida que el personaje del jugador gana experiencia y niveles, él o ella mejora sus atributos básicos, y habilidades en áreas como el combate cuerpo a cuerpo, el comercio y la artesanía, y la destreza en el juego de doce escuelas de magia. Cada escuela de magia consiste en ocho hechizos; como el jugador gana destreza en una escuela de magia, su cuerpo se transforma para asumir características que recuerdan a esa escuela.

## Lanzamiento
1C Company lanzó el modo de un solo jugador de rol de acción de magia de sangre (del ruso: Магия Крови) en Rusia el 16 de diciembre de 2005. Un pack de expansión independiente, Magia de sangre: Tiempo de las Sombras (Магия Крови: Время Теней), seguida el 24 de noviembre de 2006. La expansión incluyó una nueva historia, con una interfaz mejorada y soporte multijugador a través de LAN o Internet. El 27 de abril de 2007, Deep Silver lanzó las versiones en Inglés, francés, alemán y en localizaciones italianas de Magia de sangre para el mercado europeo. El lanzamiento de Deep Silver se destacó por actualizar el juego, incluyendo soporte multijugador.
El motor del juego fue licenciado a en KranX Productions para el videojuego de rol de acción Adiós a los dragones.

## Recepción
Magia de sangre ganó el premio al Mejor Debut en la conferencia de desarrolladores de juegos de Rusia KRI 2006. Magia de Sangre tiene un ranking de 52 en la revisión del agregador Metacritic.